# ジル・ディアス
ジル・ディアス（ポルトガル語: Gil Dias，1996年9月28日 - ）は、ポルトガル・ガファーニャ・ダ・ナザレ出身のサッカー選手。レギア・ワルシャワ所属。ポジションはFW。

## 経歴
2015年1月、ASモナコと契約を結んだ。翌年2016年1月6日にはヴァルジムSCに期限付き移籍した。
2016-17シーズンはリオ・アヴェFCに期限付き移籍した。
2017-18シーズンはモナコに復帰し、8月13日のディジョンFCO戦でデビューしたが、2日後にACFフィオレンティーナに期限付き移籍した。
2018年6月23日、ノッティンガム・フォレストFCに期限付き移籍。
2019年1月24日、オリンピアコスFCに買い取りオプション付きの期限付き移籍。
2020年1月31日、グラナダCFに期限付き移籍した。
2020年9月25日、FCファマリカンに期限付き移籍した。
2021年6月25日、SLベンフィカと2026年までの契約を結んだ。
2023年1月30日、ドイツ・ブンデスリーガのVfBシュトゥットガルトへ移籍し、1年半契約を交わした。
2023年9月4日、レギア・ワルシャワにレンタル移籍した。